# 伊費爾胡南區
36°32′02″N 4°22′12″E / 36.5338°N 4.3701°E
伊費爾胡南區（阿拉伯语：‎），是阿爾及利亞的行政區，位於該國北部，由提濟烏祖省負責管轄，首府設於伊費爾胡南，面積84平方公里，2008年人口28,167，人口密度每平方公里333人。